# Prinzbach (Biberach)
Prinzbach ist ein Ortsteil der Gemeinde Biberach im Schwarzwald im Ortenaukreis in Baden-Württemberg. Prinzbach besteht aus dem Dorf Dörfle und die Höfe Bergle, Emersbach, Kachelberg, Obertal und Untertal.

## Geographie
Prinzbach liegt südwestlich des Kerns von Biberach in einem Seitental des Kinzigtals und ist ein Bergdorf. Die Gemarkung von Prinzbach ist 9,48 km² groß. Durch den Ort fließt der namensgebende Prinzbach, welcher oberhalb des Obertal entspringt und in den Zollgraben mündet, dieser mündet wiederum in die Kinzig.

### Nachbargemeinden
Die Gemarkung Prinzbach grenzt im Norden und Nordosten an Biberach, im Südosten an Steinach, im Süden an Welschensteinach und an Schuttertal, im Westen an Schönberg.

## Geschichte
Prinzbach hat eine bewegte Vergangenheit hinter sich. Möglicher Gründungszeitraum für das Bergdorf sind die Jahre 1100–1200, bereits damals wurde die erste Kirche gebaut. Im Jahr 1257 wurde Prinzbach erstmals urkundlich in den Jahrbüchern des Dominikanerklosters in Colmar im Zusammenhang mit großen Silberfunden erwähnt, die gefundene Menge Silbererz soll sehr groß und gewinnbringend gewesen sein. Die Prinzbacher Bürger konnten sogar dem Bischof von Straßburg ein Darlehen geben. Das ehemalige Bergdorf entwickelt sich schnell zu einer so genannten Bergstadt, baute eine eigene Infrastruktur auf und begann zum Schutz vor Angreifern sogar mit dem Bau einer bis zu 10 Meter hohen Stadtmauer. Teile dieser Stadtmauer wurden saniert und können noch heute in Prinzbach besichtigt werden. Nach einer Blütezeit mit mehrfacher urkundlicher Erwähnung reicher Prinzbacher Adliger geht der Ertrag des Silberbergbaus spürbar zurück. Prinzbach wird zerstört und erreicht erst durch ein im Jahr 1493 bekannt werdendes Heilbad wieder eine gewisse Berühmtheit. 1560 wird die Pfarrei Prinzbach von den Herren von Geroldseck mit protestantischen Geistlichen besetzt. Ab 1600 ist Prinzbach wieder ein reines Bauerndorf, gelegentliche Grabungen nach Silber bleiben erfolglos. Nach dem Erlöschen der Familie Geroldseck 1634 kam Prinzbach zu Vorderösterreich und 1697 als Lehen an die Familie von der Leyen. 1819 kam der Ort mit dem Fürstentum von der Leyen zu Baden. Biberach gehörte dort zum Bezirksamt Wolfach, dem späteren Landkreis Wolfach, der 1973 im Ortenaukreis aufging. Prinzbach hingegen gehörte zunächst zum Bezirksamt Lahr, wechselte dann 1939 aber in den Landkreis Wolfach, aus dem es 1945 in den Landkreis Lahr umgegliedert wurde. Seit 1973 gehört dieser Ortsteil ebenfalls zum Ortenaukreis. Ab Beginn der Fünfzigerjahre wurde Prinzbach aufgrund seiner ruhigen, landschaftlich reizvollen Lage zu einem gerne besuchten Ferien- und Erholungsort. Mit der Unterzeichnung des Eingemeindungsvertrages am 29. April 1974 wurde die festgelegt, dass Prinzbach am 1. Juli 1974 nach Biberach eingemeindet wird.

## Demographie
Einwohnerzahlen nach dem jeweiligen Gebietsstand.
| Jahr | Einwohnerzahl |
| ---- | ------------- |
| 1939 | 364           |
| 1961 | 380           |
| 1970 | 407           |
| 2011 | 428           |

## Wappen
Das Prinzbacher Wappen wird durch die ehemalige Herrschaft der Geroldsecker über Prinzbach und den Bergbau geprägt. Das Wappen hat folgende Beschreibung: „In Gold ein roter Querbalken, begleitet von drei schwarzen Hämmern (zwei in der oberen und einer in der unteren Wappenhälfte). Die Hämmer stellen sogenannte Bergeisen dar.“

## Kultur und Sehenswürdigkeiten

### Sehenswürdigkeiten
- Rathaus Prinzbach

Das Rathaus in Prinzbach wurde bereits im Jahr 1880 erbaut. Nach der Eingemeindung Prinzbachs 1974 wird das Rathaus für Verwaltungszwecke nur noch sporadisch genutzt, im Erdgeschoss ist die „Prinzbacher Stadtkammer“ untergebracht.
- Stadtkammer

Im Rathaus Prinzbach befindet sich die „Stadtkammer“, in der einige bemerkenswerte Fundstücke und Kleinode aus der Geschichte der ehemaligen Bergwerksstadt Prinzbach untergebracht sind.
- St. Mauritius ist die römisch-katholische Pfarrkirche von Prinzbach, eine Chorturmkirche mit einem prächtigen barocken Hochaltar Philipp Winterhalders
- Stadtmauer

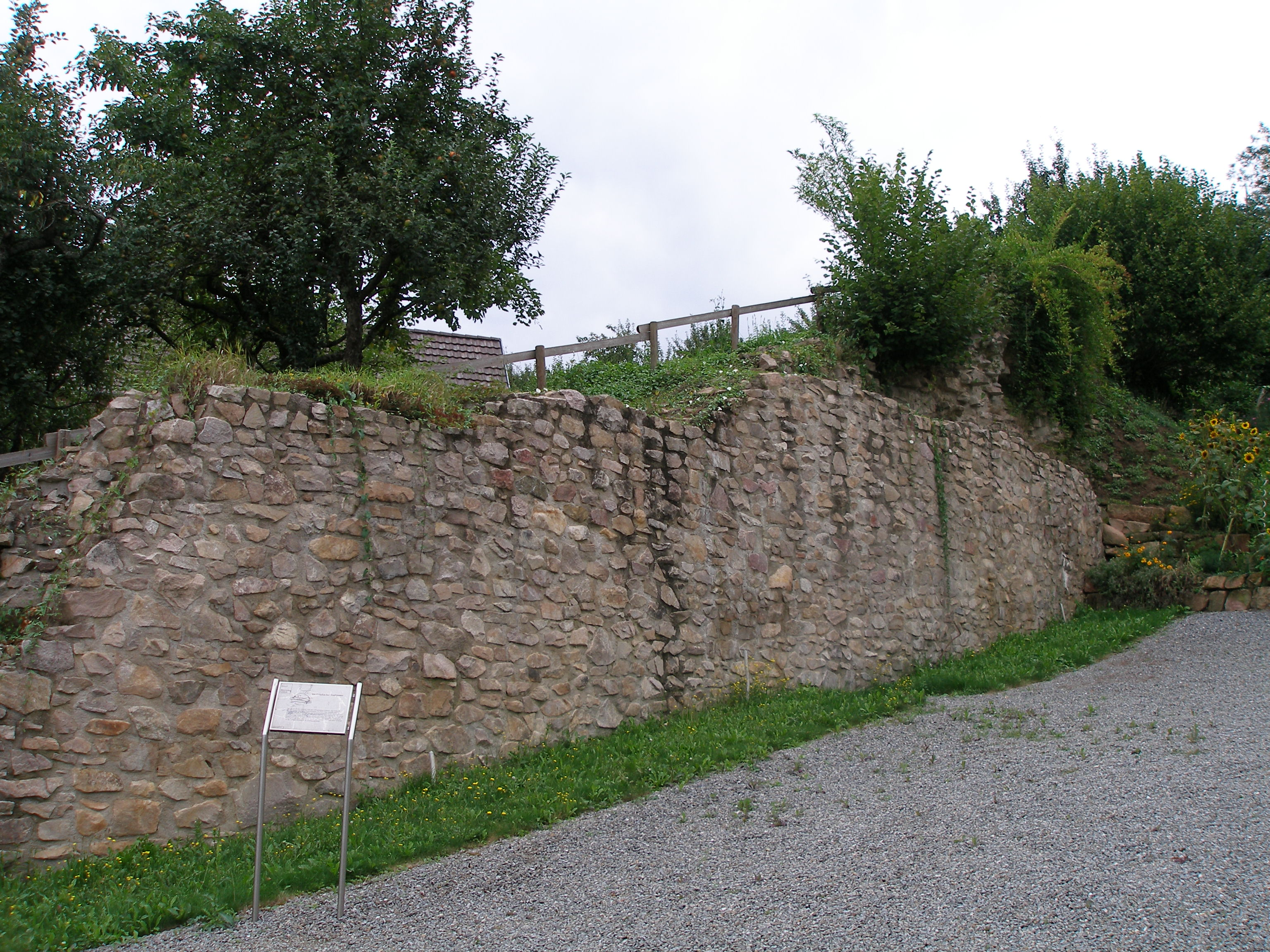
Reste der Prinzbacher Stadtmauer

Nach dem Silberfund in Prinzbach wurde die Siedlung nun nicht mehr nur von Bauern, sondern auch von Bergleuten, Handwerkern und Händlern bewohnt. Diese hatten andere Rechte, die es genauso wie die großen Silberfunde zu schützen galt. Die Verleihung des Stadtrechts und der Bau einer Stadtmauer waren die Folge. Die Stadt wurde komplett von einer ellipsenförmigen Stadtmauer mit einem vorgelagerten Graben umschlossen. Dieses Maueroval hatte einen Umfang von 800 m, es war nur durch das „Untertor“ im Norden und das „Riesentor“ im Süden unterbrochen. Heute noch sind Teile der historischen Stadtmauer sichtbar.
- Feuerwehrhaus

### Religionen
Seit der Dekanatsreform am 1. Januar 2008 gehört Prinzbach und die St. Mauritius-Kirche zum Dekanat Offenburg-Kinzigtal und gehört zudem zur Seelsorgeeinheit Haslach. Neben der St. Mauritius-Kirche, gibt es in Prinzbach auch ein katholisches Schwesternhaus.

### Regelmäßige Veranstaltungen
- Highland-Games, Schottische Sportwettspiele, veranstaltet von den Prinzbach-Highlanders e.V. bei der Kirche
- Jahreskonzert des Musikvereins Prinzbach-Schönberg e.V.

## Wirtschaft und Infrastruktur

### Wirtschaft
In Prinzbach gibt es mehrere Gasthäuser.

### Bildung
In Prinzbach gibt es eine Grundschule. Diese wurde 1929 erbaut und wird heute je nach Schülerzahlen und Raumbedarf von der Grundschule Biberach mitbenutzt.

### Tourismus
Prinzbach war schon relativ früh nach dem Zweiten Weltkrieg ein gut besuchter Ferien- und Erholungsort.

## Persönlichkeiten

### Mit der Gemeinde verbunden
- Wilhelm Berger, Pfarrer, starb 1901 in Prinzbach